# Olimpiai érmesek listája baseballban
Ez a lap az olimpiai érmesek listája baseballban 1992-től 2020-ig.

## Összesített éremtáblázat
(A táblázatokban Magyarország és a rendező nemzet sportolói eltérő háttérszínnel, az egyes számoszlopok legmagasabb értéke vagy értékei vastagítással kiemelve.)
| A nyári olimpiai játékok összesített éremtáblázata baseballban | A nyári olimpiai játékok összesített éremtáblázata baseballban | A nyári olimpiai játékok összesített éremtáblázata baseballban | A nyári olimpiai játékok összesített éremtáblázata baseballban | A nyári olimpiai játékok összesített éremtáblázata baseballban | Olimpia  |
| -------------------------------------------------------------- | -------------------------------------------------------------- | -------------------------------------------------------------- | -------------------------------------------------------------- | -------------------------------------------------------------- | -------- |
|                                                                | Ország                                                         | Arany                                                          | Ezüst                                                          | Bronz                                                          | Összesen |
| 1.                                                             | Kuba (CUB)                                                     | 3                                                              | 2                                                              | 0                                                              | 5        |
| 2.                                                             | Japán (JPN)                                                    | 1                                                              | 1                                                              | 2                                                              | 3        |
| 2.                                                             | Egyesült Államok (USA)                                         | 1                                                              | 1                                                              | 2                                                              | 3        |
| 4.                                                             | Dél-Korea (KOR)                                                | 1                                                              | 0                                                              | 1                                                              | 2        |
|                                                                |                                                                |                                                                |                                                                |                                                                |          |
| 5.                                                             | Ausztrália (AUS)                                               | 0                                                              | 1                                                              | 0                                                              | 1        |
| 5.                                                             | Tajvan (TPE)                                                   | 0                                                              | 1                                                              | 0                                                              | 1        |
|                                                                |                                                                |                                                                |                                                                |                                                                |          |
| 7.                                                             | Dominikai Köztársaság (DOM)                                    | 0                                                              | 0                                                              | 1                                                              | 1        |
|                                                                |                                                                |                                                                |                                                                |                                                                |          |
| Összesen                                                       | Összesen                                                       | 6                                                              | 6                                                              | 6                                                              | 18       |

## Érmesek
| Olimpia         | Arany | Ezüst | Bronz |
| 1992, Barcelona | Kuba (CUB) · Omar Ajete · Rolando Arrojo · José Delgado · Giorge Díaz · José Antonio Estrada · Osvaldo Fernández · Lourdes Gourriel · Orlando Hernández · Alberto Hernández · Orestes Kindelán · Omar Linares · Germán Mesa · Victor Mesa · Antonio Pacheco · Juan Padilla · Juan Carlos Pérez · Luis Ulacia · Ermidelio Urrutia · Jorge Luis Valdés · Lázaro Vargas                                                                       | Tajvan (TPE) · Chang Cheng-Hsien · Chang Wen-Chung · Chang Yaw-Teing · Chen Chi-Hsin · Chen Wei-Chen · Chiang Tai-Chuan · Huang Chung-Yi · Huang Wen-Po · Jong Yeu-Jeng · Ku Kuo-Chian · Kuo Lee Chien-Fu · Liao Ming-Hsiung · Lin Chao-Huang · Lin Kun-Han · Lo Chen-Jung · Lo Kuo-Chung · Pai Kun-Hong · Tsai Ming-Hung · Wang Kuang-Shih · Wu Shih-Hsin | Japán (JPN) · Itó Tomohito · Kavabata Sinicsiró · Kodzsima Hirotami · Kohijama Maszahito · Kokubo Hiroki · Miva Takasi · Nakamoto Hirosi · Nisi Maszafumi · Nisijama Kazutaka · Ósima Kóicsi · Szakagucsi Hirojuki · Szató Jaszuhiro · Szató Sinicsi · Szugijama Kento · Szugiura Maszanori · Takami Jaszunori · Tógó Akihiro · Tokunaga Kódzsi · Vakabajasi Sigeki · Vatanabe Kacumi                                                             |
| 1996, Atlanta   | Kuba (CUB) · Alberto Hernández · Antonio Pacheco · Antonio Scull · Eduardo Paret · Eliecer Montes · Jorge Fumero · José Antonio Estrada · José Contreras · Juan Manrique · Juan Padilla · Lázaro Vargas · Luis Ulacia · Miguel Caldés · Omar Ajete · Omar Linares · Omar Luis · Orestes Kindelán · Osmani Romero · Pedro Luis Lazo · Rey Isaac                                                                                             | Japán (JPN) · Fukudome Kószuke · Nodzsima Maszahiro · Macunaka Nobuhiko · Imaoka Makoto · Kuvamoto Takao · Igucsi Tadahito · Szaigó Jaszujuki · Ókubo Hideaki · Nakamura Daisin · Miszava Kóicsi · Morinaka Maszao · Kimura Dzsútaró · Kavamura Takeo · Óno Hitosi · Mori Maszahiko · Szugiura Maszanori · Kuroszu Takasi · Takabajasi Takajuki · Szató Tomoaki · Tani Jositomo                                                                                 | Egyesült Államok (USA) · R. A. Dickey · Warren Morris · Augie Ojeda · Mark Kotsay · Jason Williams · Chad Allen · Chad Green · Kip Harkrider · Braden Looper · Travis Lee · A. J. Hinch · Jacque Jones · Brian Loyd · Troy Glaus · Seth Greisinger · Matt LeCroy · Kris Benson · Jim Parque · Jeff Weaver · Billy Koch |
| 2000, Sydney    | Egyesült Államok (USA) · Brent Abernathy · Kurt Ainsworth · Pat Borders · Sean Burroughs · John Cotton · Travis Dawkins · Adam Everett · Ryan Franklin · Chris George · Shane Heams · Marcus Jensen · Mike Kinkade · Rick Krivda · Doug Mientkiewicz · Mike Neill · Roy Oswalt · Jon Rauch · Anthony Sanders · Bobby Seay · Ben Sheets · Brad Wilkerson · Todd Williams · Ernie Young · Tim Young                                          | Kuba (CUB) · Omar Ajete · Yosvany Aragón · Miguel Caldés · Danel Castro · José Contreras · Yobal Dueñas · Yasser Gómez · José Ibar · Orestes Kindelán · Pedro Luis Lazo · Omar Linares · Oscar Macias · Juan Manrique · Javier Méndez · Rolando Meriño · Germán Mesa · Antonio Pacheco · Ariel Pestano · Gabriel Pierre · Maels Rodríguez · Antonio Scull · Luis Ulacia · Lazaro Valle · Norge Luis Vera                                                        | Dél-Korea (KOR) · Csang Szongho · Csin Philcsung · Csong Dehjon · Csong Minthe · Csong Szugun · Hong Szonghun · I Pjonggju · I Szungho · I Szungjop · Im Cshangjong · Im Szondong · Kim Dongdzsu · Kim Githe · Kim Hanszu · Kim Szukjong · Kim Thekjun · Ku Deszong · Pak Csehong · Pak Csinman · Pak Csongho · Pak Kjongvan · Pak Szokcsin · Szon Minhan · Szong Dzsinu                                                                          |
| 2004, Athén     | Kuba (CUB) · Danny Betancourt · Luis Borroto · Frederich Cepeda · Yorelvis Charles · Michel Enríquez · Norberto González · Yulieski Gourriel · Pedro Luis Lazo · Roger Machado · Jonder Martínez · Danny Miranda · Frank Montieth · Vicyohandri Odelín · Adiel Palma · Eduardo Paret · Ariel Pestano · Alexei Ramírez · Eriel Sánchez · Antonio Scull · Carlos Tabares · Yoandri Urgellés · Osmani Urrutia · Manuel Vega · Norge Luis Vera | Ausztrália (AUS) · Craig Anderson · Tom Brice · Adrian Burnside · Gavin Fingleson · Paul Gonzalez · Nick Kimpton · Brendan Kingman · Craig Lewis · Graeme Lloyd · Dave Nilsson · Trent Oeltjen · Wayne Ough · Chris Oxspring · Brett Roneberg · Ryan Rowland Smith · John Stephens · Phil Stockman · Brett Tamburrino · Richard Thompson · Andrew Utting · Rodney Van Buizen · Ben Wigmore · Glenn Williams · Jeff Williams                                     | Japán (JPN) · Simizu Naojuki · Ivasze Hitoki · Kuroda Hiroki · Andó Júja · Miura Daiszuke · Macuzaka Daiszuke · Uehara Kódzsi · Ivakuma Hiszasi · Vada Cujosi · Kobajasi Maszahide · Isii Hirotosi · Kendzsi Dzsódzsima · Aikava Rjódzsi · Ogaszavara Micsihiro · Nakamura Norihiro · Mijamoto Sinja · Kaneko Makoto · Fudzsimoto Acusi · Fukudome Kószuke · Tani Jositomo · Muramacu Arihito · Takahasi Josinobu · Vada Kazuhiro · Kimura Takuja |
| 2008, Peking    | Dél-Korea (KOR) · Csang Vonszam · Csin Gapjong · Csong Dehjon · Csong Gunu · Han Gidzsu · I Deho · I Dzsinjong · I Dzsonguk · I Jonggju · I Szungjop · I Thekkun · Jun Szokmin · Kang Minho · Kim Dongdzsu · Kim Hjonszu · Kim Gvanghjon · Kim Mindzse · Ko Jongmin · Kvon Hjok · Lju Hjondzsin · O Szunghvan · Pak Csinman · Pong Dzsunggun · Szong Szungdzsun                                                                            | Kuba (CUB) · Alexei Bell · Frederich Cepeda · Alfredo Despaigne · Giorvis Duvergel · Michel Enríquez · Norberto González · Yulieski Gourriel · Miguel La Hera · Pedro Luis Lazo · Alexander Mayeta · Jonder Martínez · Rolando Meriño · Luis Miguel Navas · Vicyohandri Odelín · Héctor Olivera Jr. · Adiel Palma · Eduardo Paret · Yadier Pedroso · Ariel Pestano · Luis Miguel Rodríguez · Elier Sánchez · Eriel Sánchez · Yoandri Urgellés · Norge Luis Vera | Egyesült Államok (USA) · Brett Anderson · Jake Arrieta · Brian Barden · Matt Brown · Trevor Cahill · Jeremy Cummings · Jason Donald · Brian Duensing · Dexter Fowler · John Gall · Mike Hessman · Kevin Jepsen · Brandon Knight · Mike Koplove · Matt LaPorta · Lou Marson · Blaine Neal · Jayson Nix · Nate Schierholtz · Jeff Stevens · Stephen Strasburg · Taylor Teagarden · Terry Tiffee · Casey Weathers                                    |
| 2020, Tokió     | Japán (JPN) · Aojagi Kójó · Ivazaki Szuguru · Morisita Maszato · Itó Hiromi · Jamamoto Josinobu · Tanaka Maszahiro · Jamaszaki Jaszuaki · Kuribajasi Rjódzsi · Óno Júdai · Szenga Kódai · Taira Kaima · Umeno Rjútaro · Kai Takuja · Jamada Tecuto · Genda Szószuke · Aszamura Hideto · Kikucsi Rjószuke · Szakamoto Hajato · Murakami Munetaka · Kondó Kenszuke · Janagita Júki · Kurihara Rjója · Josida Maszataka · Szuzuki Szeija      | Egyesült Államok (USA) · Shane Baz · Anthony Carter · Brandon Dickson · Anthony Gose · Edwin Jackson · Scott Kazmir · Nick Martinez · Scott McGough · David Robertson · Joe Ryan · Ryder Ryan · Mark Kolozsvary · Nick Allen · Eddy Alvarez · Triston Casas · Todd Frazier · Jamie Westbrook · Tyler Austin · Eric Filia · Patrick Kivlehan · Jack López · Bubba Starling                                                                                       | Dominikai Köztársaság (DOM) · Darío Álvarez · Gabriel Arias · Jairo Asencio · Luis Felipe Castillo · Jumbo Díaz · Junior García · Jhan Mariñez · Cristopher Mercedes · Denyi Reyes · Ramón Rosso · Ángel Sánchez · Raúl Valdés · Roldani Baldwin · Charlie Valerio · José Bautista · Juan Francisco · Jeison Guzmán · Erick Mejia · Gustavo Núñez · Emilio Bonifácio · Melky Cabrera · Johan Mieses · Yefri Pérez · Julio Rodríguez               |